# Godfall
Godfall is een actierollenspel ontwikkeld door Counterplay Games. Het spel werd uitgebracht op 12 november 2020 door Gearbox Publishing voor PlayStation 5 en Windows. Godfall was het eerste spel dat werd aangekondigd voor release op de PlayStation 5.